# 1158 Люда
1158 Люда (1158 Luda) — астероїд головного поясу, відкритий 31 серпня 1929 року.
Тіссеранів параметр щодо Юпітера — 3,378.